# Johann Friedrich Rochlitz
Johann Friedrich Rochlitz (12 de fevereiro de 1769 – 16 de dezembro de 1842) foi um dramaturgo, musicólogo e crítico de arte e música alemão. Seu trabalho mais notável é seu relato autobiográfico Tage der Gefahr (Dias de Perigo) sobre a Batalha de Leipzig em 1813 - em Kunst und Altertum, Goethe chamou de "uma das produções mais maravilhosas já escritas". Um prêmio para crítica de arte, o Friedrich-Rochlitz-Preis, leva seu nome - a premiação é entregue pela Leipzig Gesellschaft für Kunst und Kritik e foi apresentado pela quarta vez em 2009.
Friedrich Rochlitz nasceu em Leipzig, onde frequentou a Thomasschule, e onde, de 1789 a 1791, estudou teologia, antes de trabalhar como professor particular. Em 1798 fundou o Allgemeine musikalische Zeitung, juntamente com Gottfried Christoph Härtel, servindo como seu editor até 1818. Ele planejava se casar com a harpista Therese Emilie Henriette Winkel e assim o duque Carlos Augusto o nomeou conselheiro privado do Ducado de Saxe-Weimar em 14 de setembro de 1800, mas o casamento não se concretizou. Em vez disso, em 23 de fevereiro de 1810 ele se casou com sua namorada de infância Henriette Winkler Hansen (1770-1834) em 23 de fevereiro de 1810. Seu marido anterior tinha sido o empresário de Leipzig Daniel Winkler e trouxe a preciosa coleção de arte de Winkler (incluindo uma pintura de Rembrandt) com ela em seu casamento com Rochlitz.
Rochlitz era amigo de várias figuras culturais de sua época, incluindo Johann Wolfgang von Goethe, Friedrich Schiller, ETA Hoffmann e os compositores Louis Spohr e Carl Maria von Weber — Weber dedicou sua Sonata para Piano No 4 em Mi menor (J287, Op 70) para Rochlitz. Durante uma estadia em Viena, Rochlitz também conheceu Beethoven e Franz Schubert, com este último musicando três poemas de Rochlitz em 1827. Rochlitz morreu em Leipzig, aos 73 anos.

## Trabalhos
- Charaktere interessanter Menschen, 4 volumes, Züllichau 1799-1803
- Kleine Romane und Erzählungen, 3 volumes, Frankfurt 1807
- Neue Erzählungen, 2 volumes, Leipzig 1816
- Für ruhige Stunden, 2 volumes, Leipzig 1828
- Für Freunde der Tonkunst, 4 volumes, Leipzig 1824–1832; 3ª edição 1868 [uma coleção de ensaios musicais]
- Auswahl des Besten aus Rochlitz' sämtlichen Werken, 6 Bände, Züllichau 1821-1822 [uma coleção de ensaios musicais]